# Barànovo (Lípetsk)
|  | Per a altres significats, vegeu «Barànovo». |

Barnànovo (en rus: Бараново) és un poble de l'óblast de Lípetsk, a Rússia, que en el cens del 2010 tenia 67 habitants. Pertany al districte rural d'Izmàlkovo.